# Jenna Enns
Jenna Enns (* in Toronto) ist eine kanadische Schauspielerin und Kostümbildnerin.

## Leben
Enns wurde in Toronto geboren und wirkte erstmals 2013 als Kostümbildnerin an den Filmen The Disappearance of Eleanor Rigby: Him und The Disappearance of Eleanor Rigby: Her mit, die 2014 zum Film Das Verschwinden der Eleanor Rigby zusammengeschnitten wurden. Nächste Mitwirkungen in dieser Funktion folgten in den nächsten Jahren in einer Reihe von Kurzfilmen. Ihr Schauspieldebüt gab sie 2016 in einer Episode der Fernsehdokuserie Deadly Sins – Du sollst nicht töten. Im selben Jahr spielte sie im Kurzfilm Leap mit, in diesem sie außerdem als Kostümbildnerin tätig war. 2018 übernahm sie im Film Attack from the Atlantic Rim 2 – Metal vs. Monster die weibliche Hauptrolle der Dr. Andrea Horowitz. Danach spielte sie 2019 in den beiden Kurzfilmen We Attract What We Believe und Sunnyvale sowie im Fernsehfilm F*ck You Lady mit. 2022 hatte sie eine Nebenrolle im Blockbuster Babylon – Rausch der Ekstase inne.

## Filmografie (Auswahl)

### Schauspiel
- 2016: Deadly Sins – Du sollst nicht töten (Deadly Sins, Fernsehdokuserie, Episode 5x03)
- 2016: Leap (Kurzfilm)
- 2018: Attack from the Atlantic Rim 2 – Metal vs. Monster (Atlantic Rim: Resurrection)
- 2018: Bizarre Murders (Fernsehserie, Episode 1x48)
- 2019: We Attract What We Believe (Kurzfilm)
- 2019: Sunnyvale (Kurzfilm)
- 2019: F*ck You Lady (Fernsehfilm)
- 2020: Killer Camera Monsters
- 2020: Better Things (Fernsehserie, Episode 4x06)
- 2020: The Hangry Dead: The Biggest Instagram Movie Ever
- 2020: Confession (Kurzfilm)
- 2020: A Greenhouse (Kurzfilm)
- 2022: Babylon – Rausch der Ekstase (Babylon)

### Kostümbildnerin
- 2013: The Disappearance of Eleanor Rigby: Him
- 2013: The Disappearance of Eleanor Rigby: Her
- 2014: Das Verschwinden der Eleanor Rigby (The Disappearance of Eleanor Rigby: Them)
- 2014: The Audition (Kurzfilm)
- 2015: John (Kurzfilm)
- 2015: Red River Valley (Kurzfilm)
- 2016: Girlfriends of Christmas Past (Fernsehfilm)
- 2016: Leap (Kurzfilm)
- 2016: In Embryo
- 2017: The Babymoon
- 2017: Fixed
- 2017: The Fates
- 2020: The Realtor